# Casa József Bócz
Casa József Bócz este o clădire istorică situată pe strada Dr. Gheorghe Marinescu, nr. 4 din Timișoara.
Face parte din Situl urban „Fabric” (II), monument istoric cod LMI TM-II-s-B-06097.

## Istorie
Terenul de 197,95 de stânjeni pătrați, unde este construită casa, se află unde exista fostul Vorpark, sau Előpark, parcelat și scos la licitație de către Primăria Timișoarei în 1888. Acesta a fost achiziționat în anul 1888 de către József Bócz contra sumei de 10,60 coroane per stânjen, cumulând un total de 2100 de coroane pentru întreaga parcelă.
József Bócz (n. 27 ianuarie 1860, Căpeni, comitatul Trei Scaune - d. 1934) a fost profesor și director la Școala Comercială Wiesner din Timișoara, devenită ulterior, pe 1 septembrie 1899, când a fost preluată de municipalitate, Școala Superioară de Comerț.

## Descriere
Clădirea este construită în stil ecelctic istoricesc cu elemente clasiciste fiind caracterizată de un singur nivel. Printre detalii plastice care ies în evidență se enumeră frontoanele curbe frânte și triunghiulare care se regăsesc deasupra ferestrelor. Tot un fronton triunghiular se găsește si deasupra aparatului de acces rezolvat sub forma unui templu.